# Conde de Venadito (1883)
El Conde de Venadito fue un crucero desprotegido, en aquella época clasificado como crucero de 3ª clase, de la Armada Española de la clase Velasco, que recibió su nombre en honor de Juan Ruiz de Apodaca, político, marino y militar español, primer conde de Venadito y último virrey de Nueva España.

## Historial

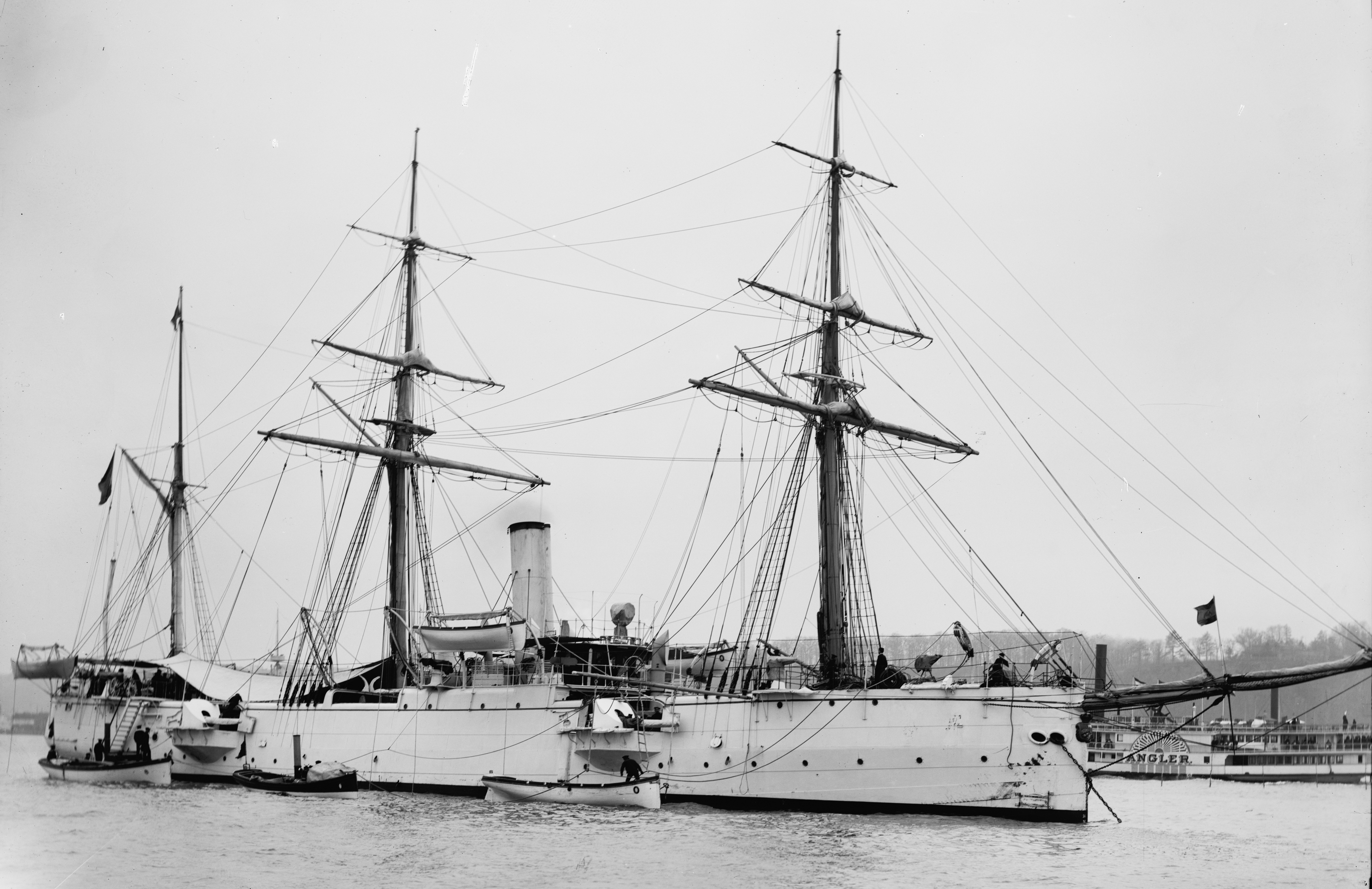
El Infanta Isabel, gemelo del Conde de Venadito, en Nueva York en mayo de 1893

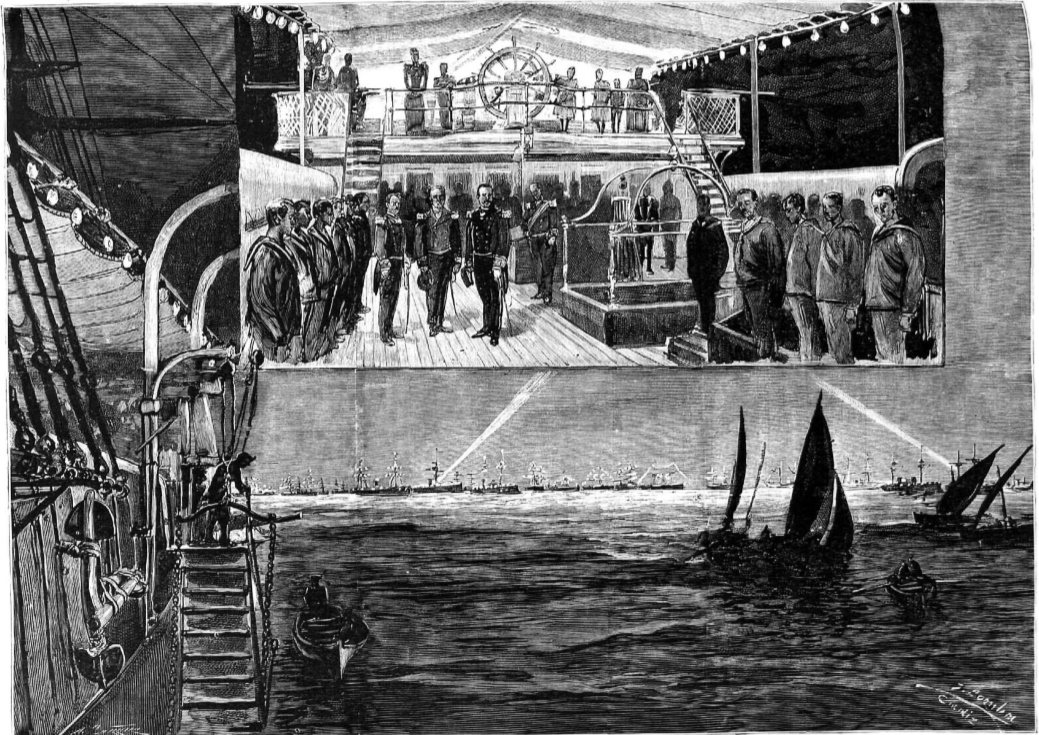
Dibujo que representa La oración a bordo del crucero Conde de Venadito y escuadras españolas y extranjeras iluminadas en el puerto de Cádiz el 9 de octubre de 1892, en la conmemoración del IV Centenario del Descubrimiento de América.

El Conde de Venadito fue transformado en yate real en el arsenal de la Carraca, en 1892. En este buque realizó la reina regente, con sus hijos, el viaje de Cádiz a Huelva para asistir a las fiestas conmemorativas y revista naval dedicadas a la memoria de Cristóbal Colón y celebración del IV Centenario del Descubrimiento de América.

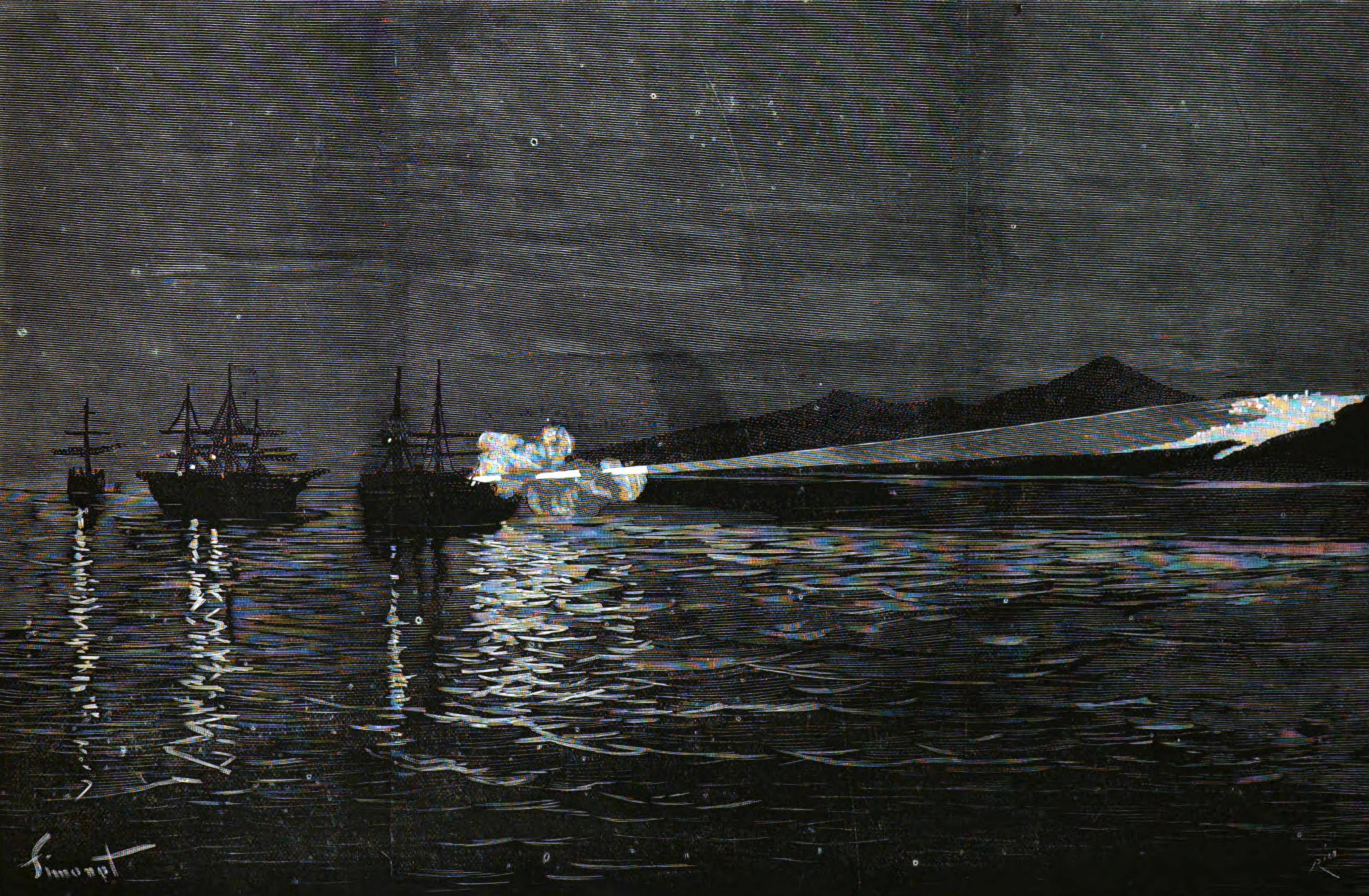
El Conde de Venadito iluminando la costa rifeña durante la guerra de Margallo (diciembre de 1893)

Este buque participó activamente durante la guerra de Marruecos en 1893. En febrero de 1893 remolcó a su gemelo, el Isabel II, desde Dakar. Se integró poco después en la Escuadra de Instrucción, con la que fue destacado a Melilla el 12 de octubre del mismo año ante el inicio de incidentes con fuerzas rifeñas. El 21 de octubre, al mando de Emilio Díaz Moreu, abrió fuego contra posiciones rifeñas.
En los días siguientes colaboró en la defensa de la plaza, no sólo con sus cañones, también con sus reflectores eléctricos con los que barría el campo enemigo, con la intención de evitar ataques nocturnos, y prestando señaleros para la comunicación entre la plaza y los fuertes exteriores, ya que los cables del telégrafo habían sido cortados. En estas misiones contó con el apoyo de otros buques de la escuadra, como los cruceros Alfonso XII, Isla de Cuba e Isla de Luzón.
Fue destinado a Cuba poco después para combatir la insurrección. El Conde de Venadito persiguió el marzo de 1895 al vapor estadounidense de la Columbian Steamship Line Alliance en alta mar, abastecedor de los rebeldes, consiguiendo que no desembarcase su carga, aunque desembarcó los pertrechos y armas en Cuba sólo una semana después. Participó en las tareas de rescate del pecio del Cristóbal Colón.
El 14 de mayo de 1898, tras reducirse la escuadrilla bloqueadora a dos cruceros y cuatro cañoneros auxiliares, se ordenó la salida del crucero Conde de Venadito y del cañonero torpedero Nueva España. Los buques españoles salieron más de 13 km del puerto, disparando contra los buques de los Estados Unidos que se retiraron rehuyendo el combate. Por la noche volvieron a puerto los dos buques. Al día siguiente subían a diez los buques bloqueadores. No hubo bajas ni daños en ninguna de las dos partes. 
El 10 de junio de 1898, con nueve buques de la Armada de los Estados Unidos posicionados frente al puerto de La Habana, volvieron a salir los buques españoles. Esta vez la fuerza española la integraban el crucero Conde de Venadito, los cañoneros torpederos Nueva España y Vicente Yáñez Pinzón y la lancha cañonera Flecha. Bajo el mando del jefe de Estado Mayor de la Escuadra de las Antillas, el capitán de navío José Marenco y Gualter, los buques españoles intentaron atraer a sus enemigos dentro del radio de acción de las baterías de costa. Pero los buques estadounidenses rehuyeron el combate, contentándose con hacer fuego a larga distancia. Sólo un proyectil ligero alcanzó al Pinzón en el casco, sin causar daños. 
Acompañado de su gemelo el Infanta Isabel fue el encargado de trasladar los restos de Cristóbal Colón desde La Habana hasta Cádiz, junto con los restos del Capitán de Navío Joaquín Bustamante y Quevedo. El primero, fue trasladado hasta Sevilla a bordo del  aviso Giralda para recibir sepultura en la Catedral de Sevilla y el segundo en el Panteón de Marinos Ilustres de San Fernando.
Tras la guerra se firmó el Tratado de París, que en su artículo V señalaba: 

"[...] Serán propiedad de España banderas y estandartes, buques de guerra no apresados, armas portátiles, cañones de todos calibres..."

 Por este artículo regresó a España.

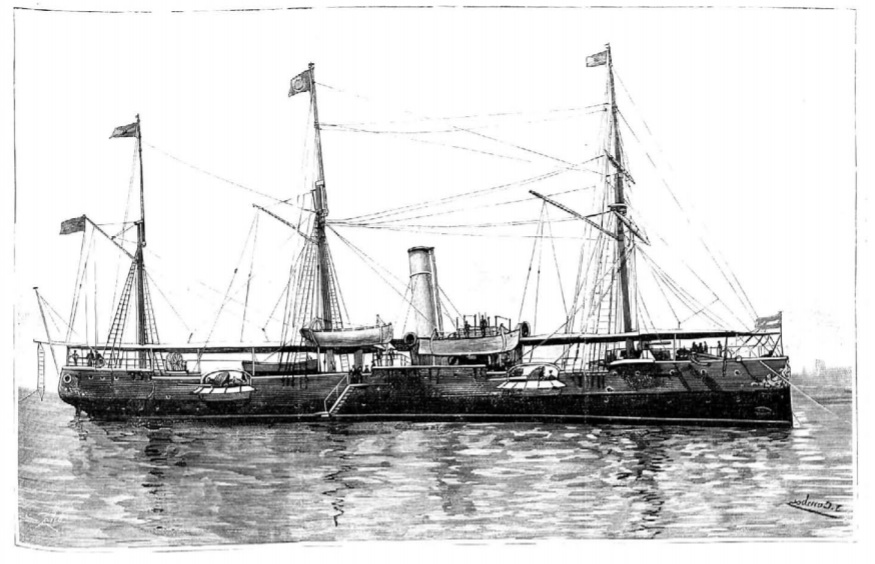
Dibujo del crucero Conde de Venadito, que llevó a la familia real en el IV Centenario del Descubrimiento de América, en 1892.

El 23 de abril de 1899, recibió órdenes del capitán general del Ferrol de zarpar con toda urgencia en auxilio del naufragado vapor Zurbarán. En 1900, por Decreto del 18 de mayo del Ministerio de Marina, se describió técnicamente la situación de los buques de la Armada en ese momento y se dieron de baja 25 unidades por considerarse ineficaces, entre ellos el Conde de Venadito. Respecto al Conde de Venadito señala:

El Conde de Venadito y el Isabel II, buques pequeños, no pueden hoy navegar, y se ha indicado por el Centro Consultivo, la posibilidad de conservarlos, porque hay planteado un proyecto de reemplazo de sus calderas; pero examinando el contrato que se pensaba llevar a cabo, resulta que las calderas que sería necesario colocar en ellos ascenderían a un valor de 500.000 pesetas, a lo que habría que añadir el coste de la destrucción de parte de las cubiertas, y su reconstrucción, una vez instaladas las calderas nuevas, obras que se evalúan próximamente en unas 60.000 pesetas para cada buque, con más su conservación, sin poder navegar por más de un año, que tardarían en quedar listos; en cuanto a su aplicación a combatir en disturbios civiles, la experiencia ha demostrado fueran más útiles para esta eventualidad buques de más pequeño tonelaje.

Causó baja el 18 de julio de 1902, tras lo cual quedó como pontón en Ferrol, primero como depósito de municiones y luego como parte de las defensas antisubmarinos de la base naval. Terminó sus días usado como blanco naval en un ejercicio con fuego real a principios de 1936, en el que participaron el Acorazado Jaime I y los cruceros Libertad, Almirante Cervera y Miguel de Cervantes.